# Zeemeermin (Leo Braat)
De Zeemeermin is een artistiek kunstwerk in Amsterdam-Zuid.
Het beeld annex fontein werd door de gemeente Amsterdam rond 1940 bij beeldhouwer Leo Braat besteld ter plaatsing aan de rand van het Pierenbad in het Beatrixpark. Braat maakte eerst een kleimodel op ware grootte om het in september 1940 in brons te laten gieten. Braat kwam met een pronte zeemeermin, die een schelp met waterspuwer vasthoudt, die geflankeerd wordt door twee visfiguren. Het beeld moest vooral stevig zijn, want men dacht er toen al aan dat kinderen het wel zouden willen beklimmen, hetgeen ook gebeurde.
In de periode 1958 tot 1960 werd het beeld verplaatst. Het oorspronkelijke pierenbad van Ko Mulder verdween om plaats te maken voor RAI Amsterdam. Er kwam een nieuw bad van Aldo van Eyck en beeld als ook een pergola verhuisden mee. In 1985 werd het getroffen door vandalen, die het beklad hadden; de gemeente haalde het weg en sloeg het op op de werkplaats. Rond 1993 ontdekte iemand het beeld op de werkplaats en in overleg met de nabestaanden werd het weer op haar sokkel gezet. Wel was inmiddels een van de vissen verdwenen; er werd een kopie gemaakt.